# Črni Kal (wiadukt)
Črni Kal – najdłuższy i najwyższy wiadukt drogowy Słowenii. 
Wiadukt Črni Kal leży w ciągu słoweńskiej autostrady A1. Stanowi przejście nad doliną Ospy koło wsi Gabrovica, około 20 km na wschód od miasta Koper. Długość wiaduktu wynosi 1065 m, maksymalna wysokość – 95 m, szerokość jezdni – 26,5 m, maksymalny rozstaw filarów – 140 m. Wiadukt opiera się na jedenastu filarach, z których najwyższy ma 87,5 m. 
Budowę wiaduktu rozpoczęto we wrześniu 2001, zakończono otwarciem dla ruchu 23 września 2004. Jeszcze przed ukończeniem, w maju 2004, przez wiadukt Črni Kal przebiegała trasa wyścigu kolarskiego Giro d'Italia. Budowa kosztowała 4,5 mld tolarów. 
Wiadukt Črni Kal jest również drugim co do wysokości obiektem budowlanym w Słowenii, po wysokim na 360 m kominie elektrociepłowni w Trbovlje.